# Wehrmachtbericht
Wehrmachtbericht – codzienny radiowy raport Oberkommando der Wehrmacht  o sytuacji militarnej na wszystkich frontach. Pierwszy taki raport nadano 1 września 1939, zaś ostatni nadano 9 maja 1945.
Wspomnienie imienne osoby lub oddziału w Wehrmachtbericht było uważane za wielki zaszczyt i powód do dumy. Wspomnienie imienne ustanowił szef Naczelnego Dowództwa Wojsk Lądowych generał pułkownik Walther von Brauchitsch 27 kwietnia 1940.